# Eggdrop
Eggdrop é o bot para IRC mais popular do mundo, desenvolvido desde 1993. O Programa é basicamente um cliente para IRC, que não é controlado por um usuário humano, mas pelo computador. É ideal para executar tarefas automáticas na rede, como a prevenção contra ataques.

## Funcionamento por scripts
Esta ferramenta foi desenvolvida sobre a linguagem C, executando scripts escritos em TCL. Basicamente, são estes scripts que contém as tarefas que devem ser executadas pelo bot. Portanto, para adicionar uma nova função ao bot, basta modificar ou inserir um novo script.
Nem todas as redes IRC aceitam bots, visto que suas funcionalidades podem ser aplicadas tanto para o bem quanto para o prejuízo da rede, dependendo dos scripts programados.  Portanto, um bot é uma ferramenta poderosíssima, mas que deve ser usada com cautela.
Através do Eggdrop, é possível monitorar a rede com o objetivo de evitar a queda do canal de comunicação, evitando que usuários banidos se conectem a rede, atribuindo privilégios à tarefas importantes, entre outras funcionalidades.